# Glasgow (Oregón)
Glasgow es un lugar designado por el censo ubicado en el condado de Coos en el estado estadounidense de Oregón. En el año 2010 tenía una población de 763 habitantes.

## Geografía
Glasgow se encuentra ubicado en las coordenadas 43°26′19.6″N 124°11′50.99″O / 43.438778, -124.1974972.